# 赤土

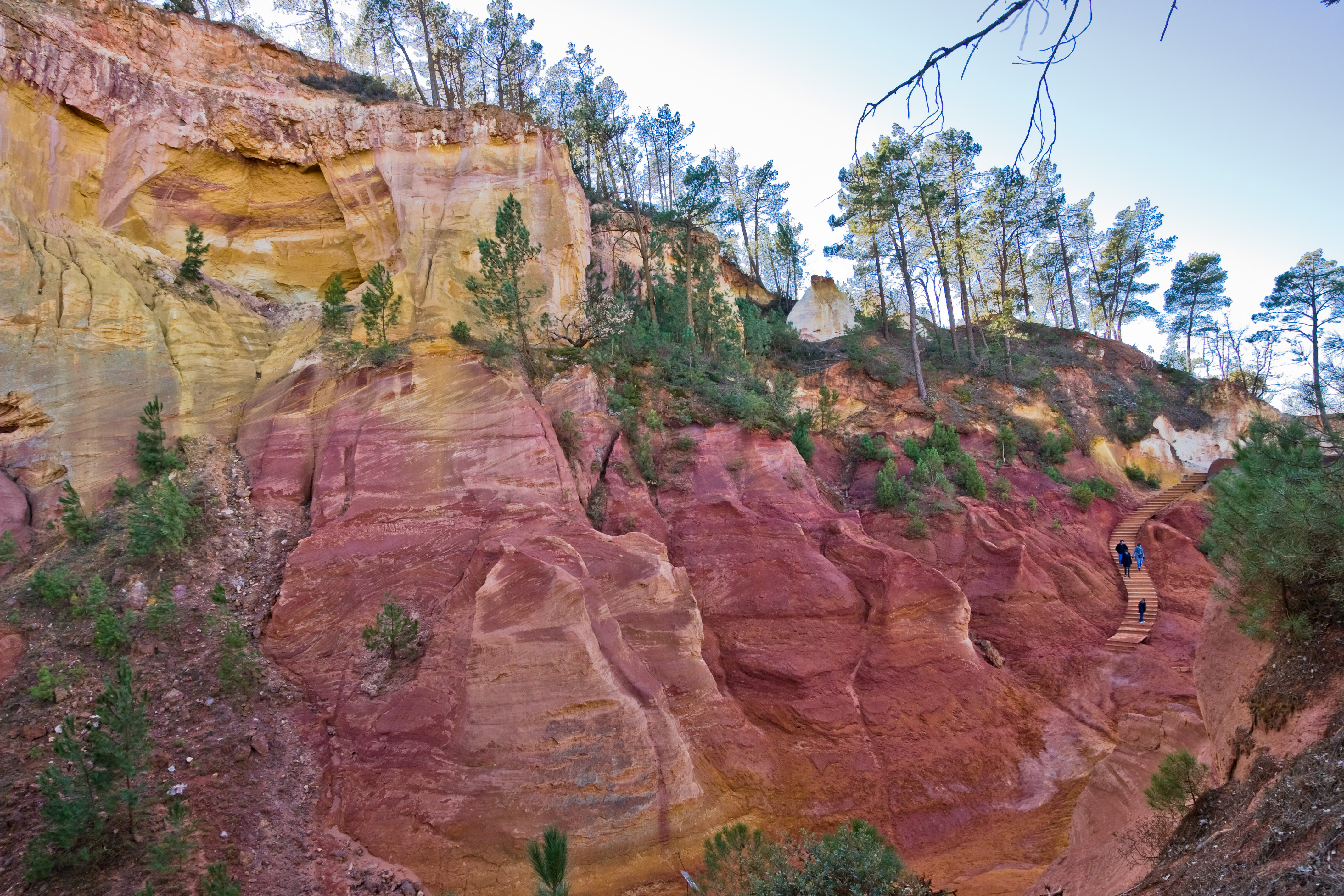
南仏ルシヨンのオークル層

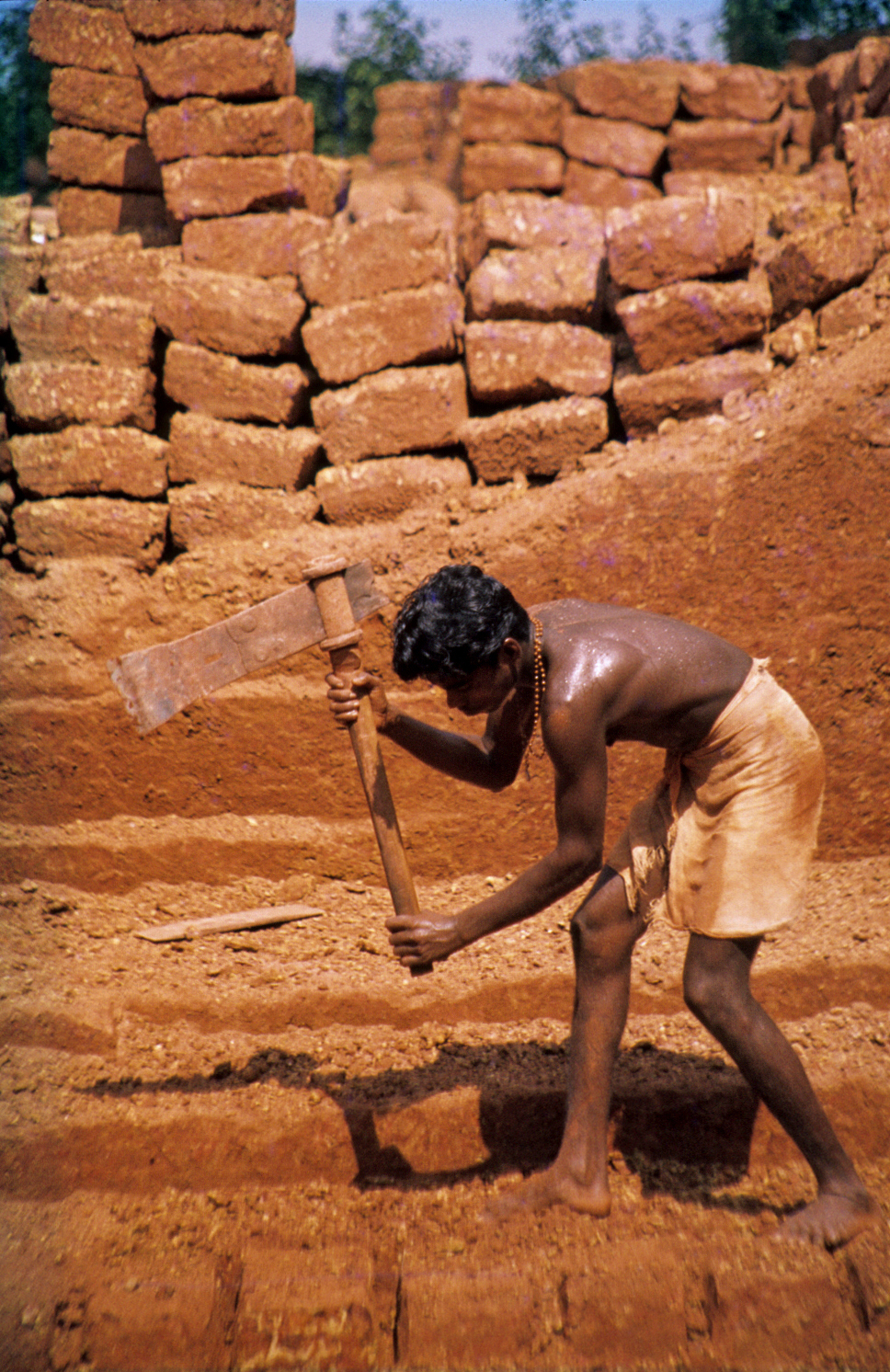
インド・ケーララ州の煉瓦工場。土壌はラテライト。

赤土（あかつち、せきど）は、「赤い土」を指す総称である。赤い色は一般に、土壌に含まれる酸化鉄などに由来する。

## 定義・種類
より専門的には、下記のように、さまざまな「赤土」の定義がある。
- ラテライト （英語: laterite） - 熱帯各地。貧栄養の酸性土。
- 赤黄色土 - 亜熱帯各地。日本では南西諸島に発達する。
- テラローシャ （ポルトガル語: terra roxa 「紫色の土」） - ブラジル高原。玄武岩などが風化・酸化したもの。
- テラロッサ （イタリア語: terra rossa 「赤い土」） - 地中海沿岸など。石灰岩が風化・酸化したもの。
  - オークル （フランス語: ocre） - 南フランス特産で、顔料、タイルや素焼きの材料などに使われる。ルシヨン（地名）ブランドのものなどがとくに有名。一般には黄土として知られ、「黄土色」（英語: ochre）の名の由来でもあるが、実際にはさまざまな色味があり、赤みの強いものも多い。
- 中国の“紅土” - 中国では、「東北部の黒土、西北部（甘粛省など）の黄土（レス）、南西部の（雲南省など）紅土」といった言い方をすることがある。
- 関東ローム - 関東平野を広く覆う火山灰起源の地層群。

## 顔料として
赤土は、先史時代より顔料として利用されてきた。また、粘土質のものは、煉瓦や素焼き陶器の材料などにも使われる。
播磨国風土記逸文には、神功皇后が三韓征伐の際、播磨で採れた赤土(あかに）を天の逆矛（あまのさかほこ）や軍衣などを染めたとあり、また新羅平定後、その神を紀伊の管川（つつかわ）の藤代（ふじしろ）の峯に祭ったとある。